# Debola Ogunseye
Debola Daniel Ogunseye (27 april 1980) is een Nigeriaanse voetballer die in het aanval speelt. Hij speelt momenteel bij TKİ Tavşanlı Linyitspor.

## Carrière
- 2009-2010:  Mississippi Brilla
- 2010-2011:  Charlotte Eagles
- 2011-... :  TKİ Tavşanlı Linyitspor